# Burning Witch
Burning Witch byla americká kapela založená roku 1995 v Seattlu ve státě Washington Stephenem O'Malleym, Gregem Andersonem a Jamiem Sykesem po rozpadu doom/deathové formace Thorr's Hammer. K této trojici se přidali baskytarista G. Stuart Dahlquist a zpěvák Edgy 59. Hrála mix doom metalu, drone metalu a sludge metalu. Zanikla v roce 1998.

## Diskografie
Dema
- Demo 96 (1996)

EP
- Rift.Canyon.Dreams (1998)
- Towers... (1998)

Kompilační alba
- Crippled Lucifer (Seven Psalms for Our Lord of Light) (1998) – výběr obou EP

Split nahrávky
- Goatsnake / Burning Witch (2000) – split CD společně s americkou kapelou Goatsnake
- Caprichos 1-80 / Rift Canyon Dreams (2004) – split 12" vinyl společně s americkou kapelou Asva